# Padam, padam...
Pour les articles homonymes, voir Padam et Padam Padam (spectacle).
Clip vidéo
[vidéo] « Edith Piaf - Padam, padam », sur YouTube
Padam, padam...  est une chanson d'amour d'Édith Piaf, écrite par Henri Contet et composée par Norbert Glanzberg,,,,, enregistrée en single en 1951 avec l'orchestre de Robert Chauvigny, et intégrée à son album Récital À l'Olympia  enregistré à l'Olympia de Paris de 1955. Un des grands succès international de son répertoire et de la chanson française,.

## Histoire
Norbert Glanzberg et Henri Contet composent et écrivent cette chanson réaliste de la vie d'Édith Piaf sur un air de flonflons de valse musette tourbillonnante, à la fois triste, émouvante, douloureuse, heureuse, joyeuse, et enflammée, sur le thème des nombreux souvenirs émotionnels et sentimentaux obsédants de ses anciens amants et histoires d'amour passées et déçues de sa vie, en particulier de son grand amour Marcel Cerdan disparu tragiquement accidentellement à l'age de 33 ans sur un vol Paris New York pour venir la retrouver à New York, où elle triomphe en 1949. Ces souvenirs amoureux font battre son cœur « padam, padam, padam, des je t'aime de quatorze-juillet, padam, padam, padam, des toujours qu'on achète au rabais, padam, padam, padam, des veux-tu en voilà par paquets... ». Padam fait également allusion à Paname (Paris en argot parisien) de sa vie parisienne. Avant même sa production, la chanson est « bissée » par le public de l'ABC (music-hall) de Paris où Edith Piaf fait sa rentrée en 1951. 

## Liste des pistes
Shellac 10", 78 tours Columbia BF 429 (1951, France)
A. Padam padam… - Valse (Henri Contet — N. Glanzberg) (3:14)
B. La chanson de Catherine (André Jouniaux, C. Youri – Pierre Damine) (3:30)
orchestre dir. Robert Chauvigny
Longue durée 7" / 45 tours Columbia ESRF 1023 (1954, France)
1. Padam padam... (3:17)
2. Jézébel (3:07)
3. Mariage (4:16)
4. Les amants de Venise (3:10)[10],[11]

## Reprises
La chanson est reprise, entre autres, par Jacqueline François (1952), Tony Martin (1952),, Petula Clark (1953), Patachou (1959), Eddy Mitchell (Madam, Madam, album Rock 'n' Twist, 1961), Sacha Distel (Madam’ Madam’, 1961), Catherine Ribeiro (album Le blues de Piaf, 1977),  Mireille Mathieu (albums Les Grandes Chansons françaises, 1985, Mireille Mathieu chante Piaf, 1993, Made in France, 2017), Arthur H (1990), Michèle Torr (1997), Georgette Lemaire (1997), Régine (1997), Ann Christy (2000), Patrick Bruel (album Entre deux à l'Olympia, 2002), Isabelle Georges (2011), Patricia Kaas (album Kaas chante Piaf, 2012), Zaz (2012),  Juliette (2018), Chimène Badi (album Chimène chante Piaf, 2023), Raphael (en espagnol, album Ayer...aún, 2024).

## Spectacle musical
- 2010 : Padam Padam (spectacle), inspiré de la vie de Norbert Glanzberg au Théâtre La Bruyère.

## Cinéma
- 1974 : Piaf, de Guy Casaril, film biographique de la vie d'Édith Piaf[14].
- 1989 : Hiver 54, l'abbé Pierre, de Denis Amar[15].
- 2007 : La Môme, d'Olivier Dahan, film biographique de la vie d'Édith Piaf, avec Marion Cotillard.